# 에드박의 보고서 최초 초안

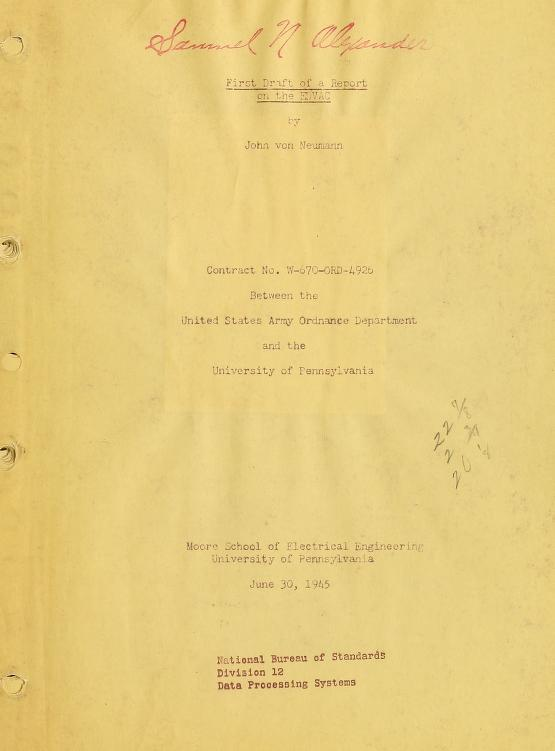
타이틀 페이지

에드박의 보고서 최초 초안(First Draft of a Report on the EDVAC)은 존 폰 노이만이 작성하고 기밀 에니악 프로젝트의 보안 책임자인 허먼 골드스타인(Herman Goldstine)이 1945년 6월 30일 배포한 불완전한 101페이지 분량의 문서이다. 여기에는 폰 노이만 구조로 알려지게 된 내장식 프로그램 개념을 사용하는 컴퓨터의 논리적 설계에 대한 최초의 출판된 설명이 포함되어 있다. 폰 노이만이 다른 기여자의 이름을 밝히지 않았기 때문에 그 이름은 논란의 여지가 있었다.

## 같이 보기
- 하버드 마크 I